# سفارة السودان لدى البحرين
سفارة السودان لدى البحرين هي البعثة الدبلوماسية لجمهورية السودان لدى مملكة البحرين، وتقع بالعاصمة المنامة.